# Георге Олтяну
Георге Кріну Райку-Олтяну (рум. George Crinu Raicu-Olteanu; 3 травня 1974, Штефенешть, Арджеш) — румунський боксер, чемпіон світу серед аматорів.

## Аматорська кар'єра
На чемпіонаті Європи 1996 Георге Олтяну переміг двох суперників, а у чвертьфіналі програв Александру Христову (Болгарія) — 3-7.
На Олімпійських іграх 1996 переміг Самуеля Альвареса (Мексика) — RSC-3 та Ріада Клай (Туніс) — 16-3, а у чвертьфіналі програв Іштвану Ковачу (Угорщина) — 2-24.
На чемпіонаті світу 1997 переміг в першому бою Рікардо Хуареса (США) — 18-4, але в другому бою програв Мирко Шаде (Німеччина) — 7-9.
На чемпіонаті світу 1999 Георге Олтяну переміг чотирьох суперників і став чемпіоном.
- В 1/8 фіналу переміг Агасі Агагюль-огли (Туреччина) — 1-0
- У чвертьфіналі переміг Сонтая Вонгпратес (Таїланд) — 8-1
- У півфіналі переміг Бенуа Годе (Канада) — 7-1
- У фіналі переміг Каміля Джамалутдінова (Росія) — 4-0

На Олімпійських іграх 2000 переміг Артура Мікаеляна (Греція) — 7-2 та Сезара Моралеса (Мексика) — RSC, а у чвертьфіналі програв Кларенсу Вінсон (США) — 19-26.